# Hueycantenango
Hueycantenango es una localidad del estado mexicano de Guerrero. Es la cabecera del municipio de José Joaquín de Herrera.

## Toponimia
El nombre «Hueycantenango» proviene de los términos en náhuatl: huey, grande; acatl, caña; tenamitl, muralla; co, locativo. Su significado es «En el gran cañaveral amurallado».

## Demografía
| Gráfica de evolución demográfica |
|                                  |

| Censo | Población |
| ----- | --------- |
| 1900  | 1 858     |
| 1910  | 4 280     |
| 1921  | 2 154     |
| 1930  | 2 200     |
| 1940  | 1 921     |
| 1950  | 932       |
| 1960  | 901       |
| 1970  | 327       |
| 1980  | 665       |
| 1990  | 896       |
| 2000  | 1 195     |
| 2010  | 1 774     |
| 2020  | 2 084     |